# Mohammed El-Kurd
Mohammed El-Kurd ( محمد الكرد , né le 15 mai 1998) est un écrivain et poète palestinien de Sheikh Jarrah à Jérusalem-Est. Il poursuivait une maîtrise aux États-Unis avant de retourner à Sheikh Jarrah pour protester contre les expulsions forcées, y compris celles de sa famille, . 
Il s'est fait connaître pour sa description de l'occupation israélienne, se référant souvent aux expulsions comme étant du nettoyage ethnique, et à l'occupation dans son ensemble comme à l'apartheid et à du colonialisme des peuplement,. 
Il est également connu avec sa sœur Muna El-Kurd comme influenceurs dans les réseaux sociaux au profit de la cause palestinienne en général, et la protection du quartier de Sheikh Jarrah en particulier. Ce combat leur a permis d'être élus en 2021 par le magazine Time parmi les 100 personnages les plus influents.

## Biographie

### Jeunesse
Mohammed El-Kurd est né à Sheikh Jarrah, un quartier palestinien de Jérusalem-Est. En 2009, alors qu'il avait 11 ans, des colons israéliens ont pris une partie de la moitié de la maison de sa famille à Sheikh Jarrah. El-Kurd était le sujet principal du film documentaire de 2013 My Neighborhood de Julia Bacha et Rebekah Wingert-Jab.

### Campagne pour Sheikh Jarrah
El-Kurd a documenté et dénoncé la dépossession de Palestiniens de leurs maisons à Sheikh Jarrah,,. Mohammed et sa sœur jumelle Muna ont commencé à faire campagne pour sensibiliser le public aux expulsions forcées à Sheikh Jarrah via les réseaux sociaux. Le hashtag #SaveSheikhJarrah ainsi que son équivalent arabe est régulièrement en tendance mondiale sur twitter et les autres réseaux sociaux depuis 2020.
Mohammed et Muna sont tous deux arrêtés par la police israélienne le 6 juin 2021, avant d'être relâchés quelques heures après.
En 2021, Mohammed et Muna El-Kurd sont nommés sur la liste annuelle du magazine Time des 100 personnes les plus influentes au monde,.
Fin 2021, il est invité à la tribune des Nations unies pour présenter le point de vue palestinien.

## Ouvrages publiés
Depuis 2021, El-Kurd est le correspondant Palestine pour The Nation.
El-Kurd écrit de la poésie et des articles en anglais. Il écrit sur les thèmes de la dépossession, du nettoyage ethnique, de la violence systémique et structurelle, du colonialisme, des colons, de l'islamophobie et des rôles de genre. Les exemples notables incluent:
- Cher président Obama… J'espère que vous ne resterez pas silencieux, The Guardian, 2013[19].
- Femmes palestiniennes : Une histoire inédite de leadership et de résistance, Al Jazeera, 2018[20].
- Ma grand-mère, icône de la résilience palestinienne, The Nation, 2020[21].
- Demain, ma famille et mes voisins pourraient être forcés de quitter nos maisons par des colons israéliens, The Nation, 2020[21].
- Pourquoi les Palestiniens sont-ils forcés de prouver leur humanité ?, Magazine +972, 2020[22].
- S'ils volent Cheikh Jarrah, Mada Masr, 2021[23].
- L'armée israélienne a abattu mon cousin et les États-Unis portent une part de responsabilité, The Nation, 2021[24].
- Rifqa, Haymarket Books, 2021[25].
- Perfect Victims And the Politics of Appeal, Haymarket Books, 2025[26]

### Pages connexes
- Sheikh Jarrah
- Muna El-Kurd